# Heterusia plenilimes
Heterusia plenilimes är en fjärilsart som beskrevs av W. Warren 1907. Heterusia plenilimes ingår i släktet Heterusia och familjen mätare. Inga underarter finns listade i Catalogue of Life.